# Washington Redskins 1965
La stagione 1965 dei Washington Redskins è stata la 34ª della franchigia nella National Football League e la 29ª a Washington. Sotto la direzione del capo-allenatore Bill McPeak la squadra ebbe un record di 6-8, terminando quarta nella NFL Eastern e mancando i playoff per il 20º anno consecutivo. 

## Calendario
| Stagione regolare |              |                        |           |        |                             |          |         |
| Turno             | Data         | Avversario             | Risultato | Record | Stadio                      | Pubblico | Sintesi |
| 1                 | 19 settembre | Cleveland Browns       | S 7–17    | 0–1    | DC Stadium                  | 48,208   | Recap   |
| 2                 | 26 settembre | at Dallas Cowboys      | S 7–27    | 0–2    | Cotton Bowl                 | 61,577   | Recap   |
| 3                 | 3 ottobre    | at Detroit Lions       | S 10–14   | 0–3    | Tiger Stadium               | 52,627   | Recap   |
| 4                 | 10 ottobre   | St. Louis Cardinals    | S 16–37   | 0–4    | DC Stadium                  | 50,205   | Recap   |
| 5                 | 17 ottobre   | Baltimore Colts        | S 7–38    | 0–5    | DC Stadium                  | 50,405   | Recap   |
| 6                 | 24 ottobre   | at St. Louis Cardinals | V 24–20   | 1–5    | Busch Stadium               | 32,228   | Recap   |
| 7                 | 31 ottobre   | Philadelphia Eagles    | V 23–21   | 2–5    | DC Stadium                  | 50,301   | Recap   |
| 8                 | 7 novembre   | at New York Giants     | V 23–7    | 3–5    | Yankee Stadium              | 62,788   | Recap   |
| 9                 | 14 novembre  | at Philadelphia Eagles | S 14–21   | 3–6    | Franklin Field              | 60,444   | Recap   |
| 10                | 21 novembre  | at Pittsburgh Steelers | V 31–3    | 4–6    | Forbes Field                | 25,052   | Recap   |
| 11                | 28 novembre  | Dallas Cowboys         | V 34–31   | 5–6    | DC Stadium                  | 50,205   | Recap   |
| 12                | 5 dicembre   | at Cleveland Browns    | S 16–24   | 5–7    | Cleveland Municipal Stadium | 77,765   | Recap   |
| 13                | 12 dicembre  | New York Giants        | S 10–27   | 5–8    | DC Stadium                  | 50,373   | Recap   |
| 14                | 19 dicembre  | Pittsburgh Steelers    | V 35–14   | 6–8    | DC Stadium                  | 49,806   | Recap   |

Nota: gli avversari della propria division sono in grassetto.

## Classifiche
| NFL Eastern         |    |    |   |      |      |     |     |     |
|                     | V  | S  | P | %    | DIV  | PF  | PS  | STR |
| Cleveland Browns    | 11 | 3  | 0 | .786 | 11–1 | 363 | 325 | V1  |
| Dallas Cowboys      | 7  | 7  | 0 | .500 | 6–6  | 325 | 280 | V3  |
| New York Giants     | 7  | 7  | 0 | .500 | 7–5  | 270 | 338 | S1  |
| Washington Redskins | 6  | 8  | 0 | .429 | 6–6  | 257 | 301 | V1  |
| Philadelphia Eagles | 5  | 9  | 0 | .357 | 5–7  | 363 | 359 | S1  |
| St. Louis Cardinals | 5  | 9  | 0 | .357 | 5–7  | 296 | 309 | S6  |
| Pittsburgh Steelers | 2  | 12 | 0 | .143 | 2–10 | 202 | 397 | S7  |

Note: I pareggi non venivano conteggiati ai fini della classifica fino al 1972.